# پیترو آکوارون
پیترو آکوارون (انگلیسی: Pietro Acquarone; ۲۳ ژانویهٔ ۱۹۱۷ – ۱ مهٔ ۱۹۹۳) بازیکن فوتبال اهل ایتالیا بود.
از باشگاه‌هایی که در آن بازی کرده‌است می‌توان به باشگاه فوتبال آ.اس. رم، باشگاه فوتبال ونتزیا، و باشگاه فوتبال پیزا اشاره کرد.